# Anna Catherine Gilbert
Anna Catherine Gilbert (1972) é uma matemática estadunidense, Herman Goldstine Collegiate Professor of Mathematics da Universidade de Michigan. Trabalha com algoritmos probabilísticos para análise harmônica, processamento digital de imagem, processamento de sinais e grandes conjuntos de dados.

## Formação e carreira
Gilbert obteve o bacharelado na Universidade de Chicago em 1993, e completou o Ph.D. em 1997 na Universidade de Princeton, orientada por Ingrid Daubechies. Após pesquisas de pós-doutorado na Universidade Yale trabalhou no AT&T Labs até 2004, quando foi para Michigan.

## Reconhecimentos
Em 2008 recebeu o NAS Award for Initiatives in Research. Foi palestrante convidada do Congresso Internacional de Matemáticos em Seul (2014: Sparse analysis.